# Список номинантов и лауреатов премии «Золотая маска» 2019 года
Список номинантов и лауреатов премии «Золотая маска» 2019 года

## О премии
Премия «Золотая маска» присуждается на конкурсной основе один раз в год по итогам прошедшего театрального сезона за творческие достижения в области театрального искусства, вручается спектаклям всех жанров театрального искусства: драма, опера, балет, оперетта и мюзикл, кукольный театр.
Для отбора спектаклей на конкурсы создаётся два экспертных совета — один для спектаклей театра драмы и театров кукол, второй для спектаклей оперы, оперетты / мюзикла и балета. Для определения победителей — лауреатов из состава номинантов (тайным голосованием по результатам фестиваля), создаётся два профессиональных жюри — по аналогии с экспертными советами — одно для спектаклей театра драмы и театров кукол и второе для спектаклей оперы, оперетты / мюзикла и балета. В состав жюри не могут входить создатели и исполнители спектаклей, участвующих в фестивале, а также члены экспертного совета.

## Лауреаты и события фестиваля «Золотая маска» 2019 года

### Номинанты премии «Золотая маска» 2019 года
Легенда:
  — Спектакль номинирован в номинации «Лучший спектакль»

«–» — Этот аспект спектакля не номинирован
| Конкурс спектаклей драматического театра (спектакль большой формы)                                                                    | Конкурс спектаклей драматического театра (спектакль большой формы) | Конкурс спектаклей драматического театра (спектакль большой формы) | Конкурс спектаклей драматического театра (спектакль большой формы) | Конкурс спектаклей драматического театра (спектакль большой формы) | Конкурс спектаклей драматического театра (спектакль большой формы) | Конкурс спектаклей драматического театра (спектакль большой формы) | Конкурс спектаклей драматического театра (спектакль большой формы) | Конкурс спектаклей драматического театра (спектакль большой формы) |
| --- | ------------------------------------------------------------------ | ------------------------------------------------------------------ | ------------------------------------------------------------------ | --- | ------------------------------------------------------------------ | ------------------------------------------------------------------ | ------------------------------------------------------------------ | ------------------------------------------------------------------ |
| |                                                                    |                                                                    |                                                                    | |                                                                    |                                                                    |                                                                    |                                                                    |
| Спектакль/номинации | лучший спектакль                                                   | лучшая работа режиссёра                                            | лучшая роль                                                        | лучшая роль второго плана | лучшая работа художника-постановщика                               | лучшая работа художника по свету                                   | лучшая работа художника по костюмам                                | лучшая работа драматурга                                           |
| |                                                                    |                                                                    |                                                                    | |                                                                    |                                                                    |                                                                    |                                                                    |
| «Время сэконд хэнд» Театр драмы, Омск                                                                                                 | зелёная ✓                                                          | Дмитрий Егоров                                                     | –                                                                  | Валерия Прокоп • Татьяна Филоненко • Наталья Василиади | –                                                                  | –                                                                  | –                                                                  | –                                                                  |
| «Гамлет» Театр имени Ленсовета, Санкт-Петербург                                                                                       | зелёная ✓                                                          | Юрий Бутусов                                                       | Лаура Пицхелаури (Гамлет)                                          | Сергей Перегудов (Клавдий) | Владимир Фирер                                                     | Александр Сиваев                                                   | Владимир Фирер                                                     | –                                                                  |
| «Зулейха открывает глаза» Башкирский театр драмы имени Мажита Гафури, Уфа                                                             | зелёная ✓                                                          | Айрат Абушахманов                                                  | Римма Кагарманова                                                  | – | Альберт Нестеров                                                   | Ильшат Саяхов                                                      | Альберт Нестеров                                                   | –                                                                  |
| «И это жизнь?» Татарский театр имени Галиасгара Камала, Казань                                                                        | зелёная ✓                                                          | Айдар Заббаров                                                     | Искандер Хайруллин                                                 | Ляйсан Рахимова | Булат Ибрагимов                                                    | Ольга Окулова                                                      | –                                                                  | –                                                                  |
| «Король Лир» Русский драматический театр Удмуртии, Ижевск                                                                             | зелёная ✓                                                          | Пётр Шерешевский                                                   | Николай Ротов (Эдмонд Лир в настоящем)                             | Игорь Василевский | Александр Мохов • Мария Лукка                                      | Александр Рязанский                                                | –                                                                  | –                                                                  |
| «Маленькие трагедии» «Гоголь-центр», Москва                                                                                           | зелёная ✓                                                          | Кирилл Серебренников                                               | Алексей Агранович                                                  | Майя Ивашкевич (Пушкин) • Светлана Брагарник (Донна Анна II, Мери) • Никита Кукушкин (Сальери, Жид, Срамная интермедия) • Филипп Авдеев (Пророк, Моцарт, Монах, Фауст) | Кирилл Серебренников                                               | Сергей Кучер                                                       | –                                                                  | –                                                                  |
| «Мой друг Гамлет» Саха театр им. П. Ойунского, Якутск                                                                                 | зелёная ✓                                                          | Сергей Потапов                                                     | –                                                                  | – | Михаил Егоров                                                      | –                                                                  | Сардана Федорова                                                   | –                                                                  |
| «Молодость» Драматический театр, Тюмень                                                                                               | зелёная ✓                                                          | Данил Чащин                                                        | Кристина Тихонова (Наталья Петровна) • Сергей Скобелев (Ракитин)   | – | Дмитрий Горбас                                                     | –                                                                  | –                                                                  | –                                                                  |
| «ОПЕРАНИЩИХ» Театр Сатиры, Москва | зелёная ✓                                                          | Андрей Прикотенко                                                  | Максим Аверин (Максим Михайлович Корнеев)                          | Светлана Рябова (Маша) • Александр Чевычелов (Боря) | –                                                                  | –                                                                  | –                                                                  | –                                                                  |
| «Оптимистическая трагедия. Прощальный бал» Александринский театр, Санкт-Петербург                                                     | зелёная ✓                                                          | Виктор Рыжаков                                                     | Анна Блинова (Комиссар)                                            | Дмитрий Лысенков (Сиплый) | Мария Трегубова • Алексей Трегубов                                 | –                                                                  | Мария Трегубова • Алексей Трегубов                                 | –                                                                  |
| «Три сестры» Московский Художественный театр им. А. П. Чехова, Москва                                                                 | зелёная ✓                                                          | Константин Богомолов                                               | Александра Ребенок (Ольга)                                         | Кирилл Трубецкой (Андрей) • Александр Семчев (Чебутыкин) | –                                                                  | –                                                                  | –                                                                  | –                                                                  |
| «Три Толстяка. Эпизод 1. Восстание / Эпизод 2. Железное сердце» Большой драматический театр имени Г. А. Товстоногова, Санкт-Петербург | зелёная ✓                                                          | Андрей Могучий                                                     | –                                                                  | Аграфена Петровская (Дева-Смерть) • Ируте Венгалите (Г-жа Первый правительственный чиновник) • Дмитрий Воробьев (Дядюшка Аугусто)                                      | Александр Шишкин                                                   | –                                                                  | Александр Шишкин                                                   | –                                                                  |
| «Я.ДРУГОЙ.ТАКОЙ.СТРАНЫ» Драматический театр имени А. С. Пушкина, Красноярск                                                           | зелёная ✓                                                          | Дмитрий Егоров                                                     | –                                                                  | Мария Алексеева (Гражданка) • Данил Коновалов (Гражданин) | –                                                                  | –                                                                  | Евгений Лемешонок                                                  | –                                                                  |
| |                                                                    |                                                                    |                                                                    | |                                                                    |                                                                    |                                                                    |                                                                    |
| Конкурс спектаклей драматического театра (спектакль малой формы)                                                                      |                                                                    |                                                                    |                                                                    | |                                                                    |                                                                    |                                                                    |                                                                    |
| |                                                                    |                                                                    |                                                                    | |                                                                    |                                                                    |                                                                    |                                                                    |
| Спектакль/номинации | лучший спектакль                                                   | лучшая работа режиссёра                                            | лучшая роль                                                        | лучшая роль второго плана | лучшая работа художника-постановщика                               | лучшая работа художника по свету                                   | лучшая работа художника по костюмам                                | лучшая работа драматурга                                           |
| |                                                                    |                                                                    |                                                                    | |                                                                    |                                                                    |                                                                    |                                                                    |
| «1968. Новый мир» Музей современного искусства «Гараж», Москва                                                                        | зелёная ✓                                                          | Дмитрий Волкострелов                                               | –                                                                  | – | –                                                                  | –                                                                  | –                                                                  | –                                                                  |
| «Антигона» Воронежский Камерный театр, Воронеж                                                                                        | зелёная ✓                                                          | Михаил Бычков                                                      | Камиль Тукаев                                                      | – | –                                                                  | Иван Виноградов                                                    | –                                                                  | –                                                                  |
| «Гипнос» Театр «Практика» и Мастерская Олега Кудряшова, Москва                                                                        | зелёная ✓                                                          | Олег Глушков                                                       | –                                                                  | – | –                                                                  | Иван Виноградов • Александр Краснолуцкий                           | Екатерина Павелко                                                  | –                                                                  |
| «День рождения Смирновой» МТЮЗ, Москва                                                                                                | зелёная ✓                                                          | Александра Толстошева                                              | Полина Одинцова (Полина Шестакова)                                 | – | –                                                                  | –                                                                  | –                                                                  | –                                                                  |
| «Мертвые души» Театр «Поиск», Лесосибирск                                                                                             | зелёная ✓                                                          | Олег Липовецкий                                                    | Виктор Чариков • Максим Потапченко • Олег Ермолаев                 | – | Яков Каждан                                                        | –                                                                  | –                                                                  | –                                                                  |
| «Нам не страшен серый волк (Кто боится Вирджинии Вулф?)» Театр драмы им. Фёдора Волкова, Ярославль                                    | зелёная ✓                                                          | Евгений Марчелли                                                   | Анастасия Светлова (Марта) • Алексей Кузьмин (Джордж)              | Алена Тертова (Хани) • Иван Щукин (Ник) | –                                                                  | –                                                                  | –                                                                  | –                                                                  |
| «Отец» Театр драмы, Омск | зелёная ✓                                                          | Павел Зобнин                                                       | Анна Ходюн (Лаура) • Михаил Окунев (Ротмистр)                      | – | –                                                                  | –                                                                  | –                                                                  | –                                                                  |
| «Пианисты» Театр «Глобус», Новосибирск                                                                                                | зелёная ✓                                                          | Борис Павлович                                                     | Светлана Свистунович-Грунина (Аня Скууг)                           | – | –                                                                  | –                                                                  | –                                                                  | –                                                                  |
| «Река Потудань» Театр драмы им. А. С. Пушкина, Псков                                                                                  | зелёная ✓                                                          | Сергей Чехов                                                       | –                                                                  | Илона Гончар • Виктор Яковлев • Юрий Новохижин | Анастасия Юдина                                                    | –                                                                  | –                                                                  | –                                                                  |
| «Розенкранц и Гильденстерн мертвы» Драматический театр им. А. С. Пушкина, Красноярск                                                  | зелёная ✓                                                          | Олег Рыбкин                                                        | Александр Истратьков (Актёр)                                       | – | –                                                                  | Дмитрий Зименко (Митрич)                                           | –                                                                  | –                                                                  |
| «Солнечная линия» Центр имени Вс. Мейерхольда, Москва                                                                                 | зелёная ✓                                                          | Виктор Рыжаков                                                     | Юлия Пересильд (Барбара) • Андрей Бурковский (Вернер)              | – | –                                                                  | –                                                                  | –                                                                  | Иван Вырыпаев                                                      |
| «Старый дом» Центр драматургии и режиссуры, Москва                                                                                    | зелёная ✓                                                          | Владимир Панков                                                    | Елена Яковлева (Юлия Михайловна)                                   | Антон Пахомов (Петр Кузьмич Рязаев) | –                                                                  | –                                                                  | –                                                                  | –                                                                  |
| «Три сестры» Театр «Студия театрального искусства», Москва                                                                            | зелёная ✓                                                          | Сергей Женовач                                                     | –                                                                  | – | Александр Боровский                                                | Дамир Исмагилов                                                    | –                                                                  | –                                                                  |
| «Утопия» Театр Наций, Москва | зелёная ✓                                                          | Марат Гацалов                                                      | –                                                                  | – | Ксения Перетрухина                                                 | Илья Пашнин                                                        | Леша Лобанов                                                       | Михаил Дурненков                                                   |
| «Ханана» Театр «18+», Ростов-на-Дону                                                                                                  | зелёная ✓                                                          | Юрий Муравицкий                                                    | Светлана Лысенкова (Наташа)                                        | – | Екатерина Щеглова                                                  | –                                                                  | –                                                                  | –                                                                  |
| «Чёрный монах» Коми-Пермяцкий драматический театр им. М. Горького, Кудымкар                                                           | зелёная ✓                                                          | Вера Попова                                                        | –                                                                  | Галина Кудымова (Варвара Николаевна) • Анатолий Радостев (Егор Семенович)                                                                                              | Леша Лобанов                                                       | –                                                                  | –                                                                  | –                                                                  |

| Конкурс спектаклей театров оперы | Конкурс спектаклей театров оперы | Конкурс спектаклей театров оперы | Конкурс спектаклей театров оперы                                                                    | Конкурс спектаклей театров оперы     | Конкурс спектаклей театров оперы | Конкурс спектаклей театров оперы    | Конкурс спектаклей театров оперы | Конкурс спектаклей театров оперы |
| --- | -------------------------------- | -------------------------------- | --------------------------------------------------------------------------------------------------- | ------------------------------------ | -------------------------------- | ----------------------------------- | -------------------------------- | -------------------------------- |
| |                                  |                                  | |                                      |                                  |                                     |                                  |                                  |
| Спектакль/номинации | лучший спектакль                 | лучшая работа режиссёра          | лучшая роль                                                                                         | лучшая работа художника-постановщика | лучшая работа художника по свету | лучшая работа художника по костюмам | лучшая работа дирижёра           | лучшая работа композитора        |
| |                                  |                                  | |                                      |                                  |                                     |                                  |                                  |
| «Альцина» Большой театр, Москва | зелёная ✓                        | Кэти Митчелл                     | Хизер Энгебретсон (Альцина) • Катарина Брадич (Брадаманта) • Анна Аглатова (Моргана)                | Хлоя Лэмфорд                         | Джеймс Фарнкомб                  | Лора Хопкинс                        | Андреа Маркон                    | –                                |
| «Енуфа» Музыкальный театр им. К. С. Станиславского и В. И. Немировича-Данченко, Москва                                                                                   | зелёная ✓                        | Александр Титель                 | Наталья Мурадымова (Костельничка Бурыйя) • Елена Гусева (Енуфа)                                     | Владимир Арефьев                     | Дамир Исмагилов                  | Елена Степанова                     | Евгений Бражник                  | –                                |
| «Жанна на костре» Театр оперы и балета им. П. И. Чайковского, Пермь | зелёная ✓                        | Ромео Кастеллуччи                | Одри Бонне (Жанна Д’Арк) • Дени Лаван (Брат Доминик)                                                | Елена Степанова                      | Ромео Кастеллуччи                | Ромео Кастеллуччи                   | Теодор Курентзис                 | –                                |
| «Проза» Электротеатр Станиславский, Москва | зелёная ✓                        | Владимир Раннев                  | –                                                                                                   | Марина Алексеева                     | Сергей Васильев                  | –                                   | –                                | Владимир Раннев                  |
| «Снегурочка» Независимый театральный проект, Санкт-Петербург | зелёная ✓                        | Елена Павлова                    | Олеся Иванова (Снегурочка)                                                                          | –                                    | –                                | –                                   | –                                | –                                |
| «Сны Иакова, или Страшное Место» Фонд поддержки современного искусства «Живой город» и Фонд развития исполнительского искусства Республики Татарстан «Сфорцандо», Казань | зелёная ✓                        | Александр Маноцков               | –                                                                                                   | –                                    | –                                | –                                   | –                                | Александр Маноцков               |
| «Триумф времени и бесчувствия» Музыкальный театр им. К. С. Станиславского и В. И. Немировича-Данченко, Москва                                                            | зелёная ✓                        | Константин Богомолов             | Винс И (Удовольствие) • Хуан Санчо (Время) • Филипп Матман (Красота) • Дэвид Дикью Ли (Бесчувствие) | Лариса Ломакина                      | Айвар Салихов                    | Александр Терехов                   | Филипп Чижевский                 | –                                |
| «Фаэтон» Театр оперы и балета им. П. И. Чайковского, Пермь |                                  | Бенжамен Лазар                   | Елизавета Свешникова (Астрея) • Матиас Видаль (Фаэтон)                                              | Матье Лорри-Дюпюи                    | Франсуа Мену                     | –                                   | Венсан Дюместр                   | –                                |

| Конкурс спектаклей оперетты / мюзикла                               | Конкурс спектаклей оперетты / мюзикла | Конкурс спектаклей оперетты / мюзикла | Конкурс спектаклей оперетты / мюзикла                                       | Конкурс спектаклей оперетты / мюзикла                          | Конкурс спектаклей оперетты / мюзикла | Конкурс спектаклей оперетты / мюзикла | Конкурс спектаклей оперетты / мюзикла | Конкурс спектаклей оперетты / мюзикла |                           |
| ------------------------------------------------------------------- | ------------------------------------- | ------------------------------------- | --------------------------------------------------------------------------- | -------------------------------------------------------------- | ------------------------------------- | ------------------------------------- | ------------------------------------- | ------------------------------------- | ------------------------- |
|                                                                     |                                       |                                       |                                                                             |                                                                |                                       |                                       |                                       |                                       |                           |
| Спектакль/номинации                                                 | лучший спектакль                      | лучшая работа режиссёра               | лучшая роль                                                                 | лучшая роль второго плана                                      | лучшая работа художника-постановщика  | лучшая работа художника по свету      | лучшая работа художника по костюмам   | лучшая работа дирижёра                | лучшая работа композитора |
|                                                                     |                                       |                                       |                                                                             |                                                                |                                       |                                       |                                       |                                       |                           |
| «Беги, Алиса, беги» Театр на Таганке, Москва                        | зелёная ✓                             | Максим Диденко                        | –                                                                           | –                                                              | Мария Трегубова                       | Иван Виноградов                       | Мария Трегубова                       | –                                     | –                         |
| «Винил» Музыкальный театр, Красноярск                               | зелёная ✓                             | Николай Покотыло                      | Мария Селиверстова (Капитолина)                                             | –                                                              | –                                     | –                                     | Юрий Наместников                      | Валерий Шелепов                       | Евгений Загот             |
| «Граф Монте-Кристо» Театр музыкальной комедии, Санкт-Петербург      | зелёная ✓                             | КЕРО                                  | Елена Газаева (Мерседес) • Ростислав Колпаков (Эдмон Дантес)                | Агата Вавилова (Луиза Вампа)                                   | –                                     | Петер Шомфаи                          | –                                     | Алексей Нефедов                       | –                         |
| «Двенадцать месяцев» Музыкальный театр «Карамболь», Санкт-Петербург | зелёная ✓                             | Антон Оконешников                     | Юлия Коровко (Настенька)                                                    | Лина Нова (Принцесса)                                          | –                                     | –                                     | Елена Жукова                          | –                                     | –                         |
| «Карлик Нос» Театр-театр, Пермь                                     | зелёная ✓                             | Борис Мильграм                        | –                                                                           | Александр Гончарук (Флейдермаус) • Альберт Макаров (Веттербок) | Даниил Ахмедов                        | Тарас Михалевский                     | Ирэна Белоусова                       | Татьяна Виноградова                   | –                         |
| «Орфей & Эвридика» Театр музыкальной комедии, Екатеринбург          | зелёная ✓                             | Кирилл Стрежнев                       | Юлия Дякина (Эвридика) • Никита Кружилин (Орфей) • Игорь Ладейщиков (Харон) | –                                                              | Павел Каплевич                        | Иван Виноградов                       | –                                     | Борис Нодельман                       | –                         |
| «Римские каникулы» Музыкальный театр, Новосибирск                   | зелёная ✓                             | Филипп Разенков                       | Анна Ставская (Принцесса Анна) • Александр Крюков (Джо Брэдли)              | Вадим Кириченко (Марио Делани, парикмахер)                     | –                                     | Ирина Вторникова                      | Елена Турчанинова                     | Александр Новиков                     | Андрей Кротов             |

| Конкурс спектаклей балета                                                                                          | Конкурс спектаклей балета | Конкурс спектаклей балета                                                             | Конкурс спектаклей балета            | Конкурс спектаклей балета           | Конкурс спектаклей балета        | Конкурс спектаклей балета | Конкурс спектаклей балета                                                           |                           |
| --- | ------------------------- | ------------------------------------------------------------------------------------- | ------------------------------------ | ----------------------------------- | -------------------------------- | ------------------------- | ----------------------------------------------------------------------------------- | ------------------------- |
| |                           |                                                                                       |                                      |                                     |                                  |                           |                                                                                     |                           |
| Спектакль/номинации                                                                                                | лучший спектакль          | лучшая роль                                                                           | лучшая работа художника-постановщика | лучшая работа художника по костюмам | лучшая работа художника по свету | лучшая работа дирижёра    | лучшая работа постановщика (балетмейстера/ хореографа)                              | лучшая работа композитора |
| |                           |                                                                                       |                                      |                                     |                                  |                           |                                                                                     |                           |
| «Asunder/На части» Фестиваль «Context. Diana Vishneva», Москва и Театр оперы и балета им. П. И. Чайковского, Пермь | зелёная ✓                 | –                                                                                     | –                                    | –                                   | Николас Фиштель • Гойо Монтеро   | –                         | Гойо Монтеро                                                                        | –                         |
| «Дон Кихот» Театр балета имени Леонида Якобсона, Санкт-Петербург                                                   | зелёная ✓                 | София Матюшенская (Китри) • Тасман Дэвидс (Гамаш) • Андрей Сорокин (Базиль)           | Жером Каплан                         | Жером Каплан                        | –                                | –                         | Йохан Кобборг                                                                       | –                         |
| «Корсар» Воронежский театр оперы и балета, Воронеж                                                                 | зелёная ✓                 | Елизавета Корнеева (Гульнара) • Иван Негробов (Конрад)                                | Валерий Кочиашвили                   | –                                   | –                                | –                         | Юрий Бурлака                                                                        | –                         |
| «Нуреев» Большой театр, Москва                                                                                     | зелёная ✓                 | Владислав Лантратов (Нуреев) • Вячеслав Лопатин (Ученик) • Денис Савин (Эрик)         | Кирилл Серебренников                 | Елена Зайцева                       | Александр Сиваев                 | Антон Гришанин            | Юрий Посохов                                                                        | –                         |
| «Одинокий Джордж» Музыкальный театр им. К. С. Станиславского и В. И. Немировича-Данченко, Москва                   | зелёная ✓                 | Оксана Кардаш (Солистка)                                                              | –                                    | –                                   | –                                | –                         | –                                                                                   | –                         |
| «Пахита» Урал Опера Балет, Екатеринбург                                                                            | зелёная ✓                 | Глеб Сагеев (Иниго) • Алексей Селиверстов (Люсьен д’Эрвильи) • Мики Нисигути (Пахита) | Альона Пикалова                      | Елена Зайцева                       | Александр Наумов                 | Фёдор Леднёв              | Сергей Вихарев • Вячеслав Самодуров                                                 | Юрий Красавин             |
| «Ромео и Джульетта» Большой театр, Москва                                                                          | зелёная ✓                 | Екатерина Крысанова (Джульетта) • Игорь Цвирко (Меркуцио)                             | –                                    | –                                   | –                                | Павел Клиничев            | –                                                                                   | –                         |
| «Тюль» Музыкальный театр им. К. С. Станиславского и В. И. Немировича-Данченко, Москва                              | зелёная ✓                 | Оксана Кардаш (Пара II)                                                               | –                                    | –                                   | –                                | –                         | –                                                                                   | –                         |
| «Щелкунчик» Театр оперы и балета им. П. И. Чайковского, Пермь                                                      | зелёная ✓                 | Полина Булдакова (Мари) • Павел Савин (Щелкунчик, Принц)                              | Альона Пикалова                      | Татьяна Ногинова                    | –                                | Артем Абашев              | Андрей Мирошниченко                                                                 | –                         |
| «Эсмеральда» Театр оперы и балета, Самара                                                                          | зелёная ✓                 | –                                                                                     | –                                    | –                                   | –                                | –                         | Юрий Бурлака                                                                        | –                         |
| |                           |                                                                                       |                                      |                                     |                                  |                           |                                                                                     |                           |
| Конкурс спектаклей балета (современный танец)                                                                      |                           |                                                                                       |                                      |                                     |                                  |                           |                                                                                     |                           |
| |                           |                                                                                       |                                      |                                     |                                  |                           |                                                                                     |                           |
| Спектакль/номинации                                                                                                | лучший спектакль          | лучшая роль                                                                           | лучшая работа художника-постановщика | лучшая работа художника по костюмам | лучшая работа художника по свету | лучшая работа дирижёра    | лучшая работа постановщика (балетмейстера/ хореографа)                              | лучшая работа композитора |
| |                           |                                                                                       |                                      |                                     |                                  |                           |                                                                                     |                           |
| «40» Проект О. Тимошенко и А. Нарутто, Москва                                                                      | зелёная ✓                 | Ольга Тимошенко • Алексей Нарутто                                                     | –                                    | –                                   | –                                | –                         | Ольга Тимошенко • Алексей Нарутто                                                   | Кира Вайнштейн            |
| «Run» Фестиваль «Форма», Москва                                                                                    | зелёная ✓                 | –                                                                                     | –                                    | –                                   | –                                | –                         | Ренате Кээрд                                                                        | –                         |
| «В режиме ожидания Годо» Театр «Балет Москва», Москва                                                              | зелёная ✓                 | –                                                                                     | –                                    | –                                   | –                                | –                         | –                                                                                   | –                         |
| «Гроза» Дом танца «Каннон Данс», Санкт-Петербург                                                                   | зелёная ✓                 | Ксения Семёнова                                                                       | Александра Хлусова                   | –                                   | –                                | –                         | Ксения Михеева                                                                      | –                         |
| «Камилла» Анна Гарафеева и Ко, Москва и Дягилевский фестиваль, Пермь                                               | зелёная ✓                 | Анна Гарафеева                                                                        | Ксения Перетрухина                   | –                                   | –                                | –                         | –                                                                                   | Алексей Ретинский         |
| «Картон» Театр современного танца, Челябинск                                                                       | зелёная ✓                 | –                                                                                     | Ольга Пона                           | –                                   | Александр Скрыпник               | –                         | Денис Чернышов, Дмитрий Чегодарь, Рафаэль Тимербаков, Владислав Морозов, Ольга Пона | –                         |
| «Минус 16» Музыкальный театр им. К. С. Станиславского и В. И. Немировича-Данченко, Москва                          | зелёная ✓                 | –                                                                                     | –                                    | –                                   | –                                | –                         | –                                                                                   | –                         |
| «Мы» Камерный театр, Воронеж                                                                                       | зелёная ✓                 | –                                                                                     | –                                    | –                                   | –                                | –                         | Ольга Васильева                                                                     | –                         |
| «ПИЧ» ТанцТеатр, Екатеринбург                                                                                      | зелёная ✓                 | Илья Манылов                                                                          | –                                    | Микке Кокклклкорн                   | –                                | –                         | –                                                                                   | –                         |

| Конкурс спектаклей театров кукол                                                       | Конкурс спектаклей театров кукол | Конкурс спектаклей театров кукол       | Конкурс спектаклей театров кукол     | Конкурс спектаклей театров кукол                                                                   |                          |
| -------------------------------------------------------------------------------------- | -------------------------------- | -------------------------------------- | ------------------------------------ | -------------------------------------------------------------------------------------------------- | ------------------------ |
|                                                                                        |                                  |                                        |                                      | |                          |
| Спектакль/номинации                                                                    | лучший спектакль                 | лучшая работа режиссёра                | лучшая работа художника-постановщика | лучшая актёрская работа                                                                            | лучшая работа драматурга |
|                                                                                        |                                  |                                        |                                      | |                          |
| «Ангелочек» Театр кукол, Мурманск                                                      | зелёная ✓                        | Дмитрий Шишанов                        | Валентин Викторов                    | –                                                                                                  | –                        |
| «Деревня канатоходцев» Театральная компания «Открытое пространство», Санкт-Петербург   | зелёная ✓                        | Яна Тумина                             | Кира Камалидинова                    | Ренат Шавалиев (Юноша, Орел)                                                                       | –                        |
| «Дон Кихот» Театр кукол, Екатеринбург                                                  | зелёная ✓                        | –                                      | Виктор Плотников                     | –                                                                                                  | –                        |
| «Комната Герды» Театр «Особняк» и Театральная лаборатория Яны Туминой, Санкт-Петербург | зелёная ✓                        | Яна Тумина                             | Кира Камалидинова                    | Алиса Олейник (Герда) • Дмитрий Чупахин (Комната)                                                  | –                        |
| «Мойры Петроградского района» Московский областной театр кукол, Москва                 | зелёная ✓                        | Александра Ловянникова                 | Александра Ловянникова               | Наталья Третьяк (Атропа-мойра, Вова, беспородная собака) • Анастасия Игнатенко (Клото-мойра, Лера) | Константин Федоров       |
| «Птифуры» Театр «Кукольный формат», Санкт-Петербург                                    | зелёная ✓                        | Анна Викторова                         | Анна Викторова                       | –                                                                                                  | –                        |
| «Руслан и Людмила» Театр кукол «Ульгэр», Улан-Удэ                                      | зелёная ✓                        | Яна Тумина                             | Кира Камалидинова                    | Даши Рабаданов (Голова, Черномор) • Даваасурэн Бат-Улзий (Людмила) • Булган Золжаргал (Руслан)     | –                        |
| «Сад» Театр кукол Республики Карелия, Петрозаводск                                     | зелёная ✓                        | Александр Янушкевич                    | Татьяна Нерсисян                     | Любовь Бирюкова (Раневская)                                                                        | –                        |
| «Сны...» Театр кукол, Хабаровск                                                        | зелёная ✓                        | Константин Кучикин • Ольга Подкорытова | –                                    | Виктор Скоморошко (Виктор) • Юлия Владимирова (Юлия)                                               | –                        |
| «Турандот» Центральный театр кукол им. С. В. Образцова, Москва                         | зелёная ✓                        | Борис Константинов                     | Виктор Антонов                       | София Элик (Турандот) • Дмитрий Чернов (Альтоум) • Андрей Абельцев (Калаф)                         | –                        |

| Конкурс «Эксперимент» (поиск новых выразительных средств современного театра)           | Конкурс «Эксперимент» (поиск новых выразительных средств современного театра) | Конкурс «Эксперимент» (поиск новых выразительных средств современного театра) | Конкурс «Эксперимент» (поиск новых выразительных средств современного театра) | Конкурс «Эксперимент» (поиск новых выразительных средств современного театра) |                                      |
| --------------------------------------------------------------------------------------- | ----------------------------------------------------------------------------- | ----------------------------------------------------------------------------- | ----------------------------------------------------------------------------- | ----------------------------------------------------------------------------- | ------------------------------------ |
|                                                                                         |                                                                               |                                                                               |                                                                               |                                                                               |                                      |
| Спектакль/номинации                                                                     | лучший спектакль                                                              | лучшая работа композитора муз. театра                                         | лучшая роль второго плана                                                     | лучшая работа художника по костюмам муз. театра                               | лучшая работа драматурга             |
|                                                                                         |                                                                               |                                                                               |                                                                               |                                                                               |                                      |
| «100 % Воронеж» «Rimini Protokoll», Германия и Платоновский фестиваль искусств, Воронеж | зелёная ✓                                                                     | –                                                                             | –                                                                             | –                                                                             | –                                    |
| «POE.TRI.» «Театр. На Вынос», Санкт-Петербург                                           | зелёная ✓                                                                     | –                                                                             | –                                                                             | –                                                                             | –                                    |
| «Волшебная страна» Театр «18+», Ростов-на-Дону                                          | зелёная ✓                                                                     | –                                                                             | –                                                                             | –                                                                             | –                                    |
| «Диджей Павел» «театр post», Санкт-Петербург                                            | зелёная ✓                                                                     | –                                                                             | –                                                                             | –                                                                             | –                                    |
| «Мельников. Документальная опера» Музей архитектуры имени А. В. Щусева, Москва          | зелёная ✓                                                                     | Кирилл Широков                                                                | –                                                                             | –                                                                             | –                                    |
| «Орфические игры. Панк-макраме» Электротеатр Станиславский, Москва                      | зелёная ✓                                                                     | –                                                                             | –                                                                             | –                                                                             | –                                    |
| «Последний ветер дикого Запада» Театр ТРУ, Санкт-Петербург                              | зелёная ✓                                                                     | –                                                                             | –                                                                             | –                                                                             | Александр Артемов • Настасья Хрущева |
| «Разговоры» Социокультурное пространство «Квартира», Санкт-Петербург                    | зелёная ✓                                                                     | –                                                                             | –                                                                             | –                                                                             | –                                    |
| «Родина» Центр им. Вс. Мейерхольда, Москва                                              | зелёная ✓                                                                     | –                                                                             | –                                                                             | –                                                                             | –                                    |
| «Фразы простых людей» Театр ТРУ, Санкт-Петербург                                        | зелёная ✓                                                                     | Настасья Хрущева                                                              | –                                                                             | –                                                                             | –                                    |
| «Художник извне и изнутри» театр post, Санкт-Петербург                                  | зелёная ✓                                                                     | –                                                                             | –                                                                             | –                                                                             | –                                    |

### Лауреаты премии «Золотая маска» 2019 года
Таблица лауреатов составлена на основании положения о премии и официального опубликованного списка лауреатов.
Легенда:
     — Лауреаты премий в основных номинациях

     — Лауреаты премий в частных номинациях
| Конкурс                                                           | Номинация | Победитель                                 | Произведение (роль) | Театр (учреждение)                                                                           |  |
| ----------------------------------------------------------------- | --- | ------------------------------------------ | --- | -------------------------------------------------------------------------------------------- |  |
|                                                                   | |                                            | |                                                                                              |  |
| Конкурс спектаклей драматического театра                          | Лучший спектакль большой формы | «Оптимистическая трагедия. Прощальный бал» | «Оптимистическая трагедия. Прощальный бал»                                                                                              | Александринский театр, Санкт-Петербург                                                       |  |
| Конкурс спектаклей драматического театра                          | Лучший спектакль малой формы | «Пианисты»                                 | «Пианисты» | Театр «Глобус», Новосибирск                                                                  |  |
| Конкурс спектаклей драматического театра                          | Лучшая работа режиссёра | Кирилл Серебренников                       | «Маленькие трагедии» | «Гоголь-центр», Москва                                                                       |  |
| Конкурс спектаклей драматического театра                          | Лучшая женская роль | Дарья Мороз (Тузенбах)                     | «Три сестры» | Московский Художественный театр им. А. П. Чехова, Москва                                     |  |
| Конкурс спектаклей драматического театра                          | Лучшая мужская роль | Камиль Тукаев (Креон)                      | «Антигона» | Камерный театр, Воронеж                                                                      |  |
| Конкурс спектаклей драматического театра                          | Лучшая женская роль второго плана | Валерия Прокоп                             | «Время секонд хэнд» | Театр драмы, Омск                                                                            |  |
| Конкурс спектаклей драматического театра                          | Лучшая мужская роль второго плана | Антон Пахомов (Петр Кузьмич Рязаев)        | «Старый дом» | Центр драматургии и режиссуры, Москва                                                        |  |
| Конкурс спектаклей драматического театра                          | Лучшая работа художника-постановщика | Ксения Перетрухина                         | «Утопия» | Театр Наций, Москва                                                                          |  |
| Конкурс спектаклей драматического театра                          | Лучшая работа художника по костюмам | Александр Шишкин                           | «Три толстяка. Эпизод 1. Восстание»/ «Три толстяка. Эпизод 2. Железное сердце»                                                          | Большой драматический театр им. Г. А. Товстоногова, Санкт-Петербург                          |  |
| Конкурс спектаклей драматического театра                          | Лучшая работа художника по свету | Дмитрий Зименко (Митрич)                   | «Розенкранц и Гильденстерн мертвы» | Драматический театр им. А. С. Пушкина, Красноярск                                            |  |
| Конкурс спектаклей драматического театра                          | Лучшая работа драматурга | Михаил Дурненков                           | «Утопия» | Театр Наций, Москва                                                                          |  |
|                                                                   | |                                            | |                                                                                              |  |
| Конкурс спектаклей театров оперы                                  | Лучший спектакль | «Жанна на костре»                          | «Жанна на костре» | Пермский театр оперы и балета имени П. И. Чайковского, Пермь                                 |  |
| Конкурс спектаклей театров оперы                                  | Лучшая работа дирижёра | Филипп Чижевский                           | «Триумф Времени и Бесчувствия» | Московский музыкальный театр имени К. С. Станиславского и Вл. И. Немировича-Данченко, Москва |  |
| Конкурс спектаклей театров оперы                                  | Лучшая работа режиссёра | Кэти Митчелл                               | «Альцина» | Большой театр, Москва                                                                        |  |
| Конкурс спектаклей театров оперы                                  | Лучшая женская роль | Наталья Мурадымова (Костельничка Бурыйя)   | «Енуфа» | Московский музыкальный театр имени К. С. Станиславского и Вл. И. Немировича-Данченко, Москва |  |
| Конкурс спектаклей театров оперы                                  | Лучшая мужская роль | Винс И (Удовольствие)                      | «Триумф Времени и Бесчувствия» | Московский музыкальный театр имени К. С. Станиславского и Вл. И. Немировича-Данченко, Москва |  |
|                                                                   | |                                            | |                                                                                              |  |
| Конкурс спектаклей оперетты / мюзикла                             | Лучший спектакль | «Римские каникулы»                         | «Римские каникулы» | Музыкальный театр, Новосибирск                                                               |  |
| Конкурс спектаклей оперетты / мюзикла                             | Лучшая работа дирижёра | Валерий Шелепов                            | «Винил» | Музыкальный театр, Красноярск                                                                |  |
| Конкурс спектаклей оперетты / мюзикла                             | Лучшая работа режиссёра | Филипп Разенков                            | «Римские каникулы» | Музыкальный театр, Новосибирск                                                               |  |
| Конкурс спектаклей оперетты / мюзикла                             | Лучшая женская роль | Юлия Дякина (Эвридика)                     | «Орфей & Эвридика» | Театр музыкальной комедии, Екатеринбург                                                      |  |
| Конкурс спектаклей оперетты / мюзикла                             | Лучшая мужская роль | Игорь Ладейщиков (Харон)                   | «Орфей & Эвридика» | Театр музыкальной комедии, Екатеринбург                                                      |  |
| Конкурс спектаклей оперетты / мюзикла                             | Лучшая роль второго плана | Агата Вавилова (Луиза Вампа)               | «Граф Монте-Кристо» | Театр музыкальной комедии, Санкт-Петербург                                                   |  |
|                                                                   | |                                            | |                                                                                              |  |
| Конкурс спектаклей балета                                         | Лучший спектакль балета | «Нуреев»                                   | «Нуреев» | Большой театр, Москва                                                                        |  |
| Конкурс спектаклей балета                                         | Лучший спектакль современного танца | «Минус 16»                                 | «Минус 16» | Музыкальный театр им. К. С. Станиславского и В. И. Немировича-Данченко, Москва               |  |
| Конкурс спектаклей балета                                         | Лучшая работа дирижёра | Павел Клиничев                             | «Ромео и Джульетта» | Большой театр, Москва                                                                        |  |
| Конкурс спектаклей балета                                         | Лучшая работа постановщика (балетмейстера/хореографа) | Юрий Посохов                               | «Нуреев» | Большой театр, Москва                                                                        |  |
| Конкурс спектаклей балета                                         | Лучшая женская роль | Екатерина Крысанова (Джульетта)            | «Ромео и Джульетта» | Большой театр, Москва                                                                        |  |
| Конкурс спектаклей балета                                         | Лучшая мужская роль | Вячеслав Лопатин (Ученик)                  | «Нуреев» | Большой театр, Москва                                                                        |  |
|                                                                   | |                                            | |                                                                                              |  |
| Конкурс спектаклей театров кукол                                  | Лучший спектакль | «Птифуры»                                  | «Птифуры» | Театр «Кукольный формат», Санкт-Петербург                                                    |  |
| Конкурс спектаклей театров кукол                                  | Лучшая работа режиссёра | Яна Тумина                                 | «Комната Герды» | Театр «Особняк» и Театральная лаборатория Яны Туминой, Санкт-Петербург                       |  |
| Конкурс спектаклей театров кукол                                  | Лучшая работа художника | Кира Камалидинова                          | «Деревня канатоходцев» | Театральная компания «Открытое пространство», Санкт-Петербург                                |  |
| Конкурс спектаклей театров кукол                                  | Лучшая актёрская работа | Алиса Олейник (Герда)                      | «Комната Герды» | Театр «Особняк» и Театральная лаборатория Яны Туминой, Санкт-Петербург                       |  |
|                                                                   | |                                            | |                                                                                              |  |
| Из номинантов на звание «Лучший спектакль» — музыкальных театров  | Лучшая работа композитора | Владимир Раннев                            | «Проза» | Электротеатр Станиславский, Москва                                                           |  |
| Из номинантов на звание «Лучший спектакль» — музыкальных театров  | Лучшая работа художника-постановщика | Ромео Кастеллуччи                          | «Жанна на костре» | Театр оперы и балета им. П. И. Чайковского, Пермь                                            |  |
| Из номинантов на звание «Лучший спектакль» — музыкальных театров  | Лучшая работа художника по костюмам | Мария Трегубова                            | «Беги, Алиса, беги» | Театр на Таганке, Москва                                                                     |  |
| Из номинантов на звание «Лучший спектакль» — музыкальных театров  | Лучшая работа художника по свету | Сергей Васильев                            | «Проза» | Электротеатр Станиславский, Москва                                                           |  |
|                                                                   | |                                            | |                                                                                              |  |
| Эксперимент поиск новых выразительных средств современного театра | Лучший спектакль | «Волшебная страна»                         | «Волшебная страна» | Театр «18+», Ростов-на-Дону                                                                  |  |
|                                                                   | |                                            | |                                                                                              |  |
| Специальные премии                                                | |                                            | |                                                                                              |  |
|                                                                   | |                                            | |                                                                                              |  |
| Специальные премии жюри                                           | |                                            | |                                                                                              |  |
| Специальная премия жюри музыкальных театров                       | «Пахита» | «Пахита»                                   | Урал Опера Балет, Екатеринбург |                                                                                              |  |
| Специальная премия жюри музыкальных театров                       | «Сны Иакова, или Страшно место» | «Сны Иакова, или Страшно место»            | Фонд поддержки современного искусства «Живой город» и Фонд развития исполнительского искусства Республики Татарстан «Сфорцандо», Казань |                                                                                              |  |
| Специальная премия жюри драматического театра и театров кукол     | «Родина» | «Родина»                                   | Башкирской театр драмы им. М. Гафури, Уфа                                                                                               |                                                                                              |  |
| Специальная премия жюри драматического театра и театров кукол     | |                                            | |                                                                                              |  |
| За выдающийся вклад в развитие театрального искусства             | Элина Быстрицкая • Инна Чурикова • Василий Лановой • Владимир Васильев • Габриэла Комлева • Станислав Любшин • Александр Збруев • Евгений Шокин • Юрий Дрожняк • Иван Уланов • Александр Гельман • Леонид Хейфец • Вадим Гаевский • Деклан Доннеллан | За поддержку театрального искусства России | За поддержку театрального искусства России                                                                                              |                                                                                              |  |